# Bocket
Bocket is een plaats in de Duitse gemeente Waldfeucht, deelstaat Noordrijn-Westfalen, en telt 1.000 inwoners (2005).

## Geschiedenis
Bocket werd voor het eerst schriftelijk vermeld in 1276 als Bucholte. In 1851 werd Bocket een zelfstandige parochie.

## Bezienswaardigheden
- De Sint-Jozefkerk is een driebeukig neogotisch bakstenen basilicaal bouwwerk, gebouwd 1877-1889. Het orgel is van 1892.
- De Windmühle Bocket, romp van een windmolen uit 1840.
- De Stoommaalderij en molenruïne aan Dampfmühle 1. Een standerdmolen uit 1752, die fungeerde als korenmolen, brandde af in 1860. Herbouw volgde als achtkante grondzeiler (Roche Mühle), maar ook deze molen brandde af in 1870. Wat bleef was een gemetselde deel, nu als schuurtje in gebruik. De nabijgelegen stoommaalderij startte in 1852 maar staakte spoedig het bedrijf.

## Natuur en landschap
Bocket ligt te midden van verkaveld open landbouwgebied op 57 meter hoogte. De Bocketer Fliess is een kleine waterloop in de buurt van het dorp.

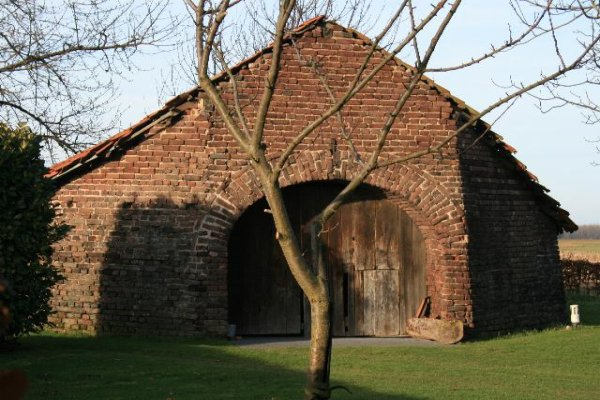
Molenrestant aan Dampfmühle
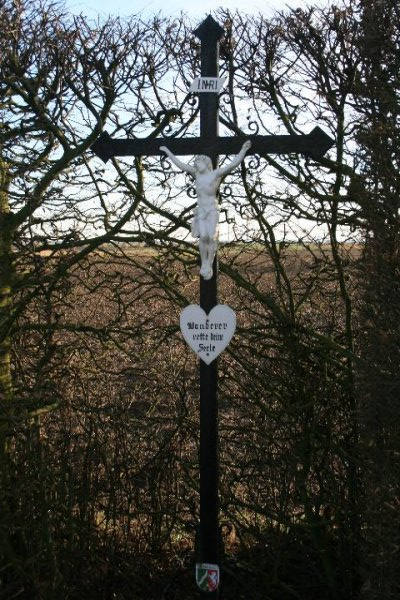
Wegkruis
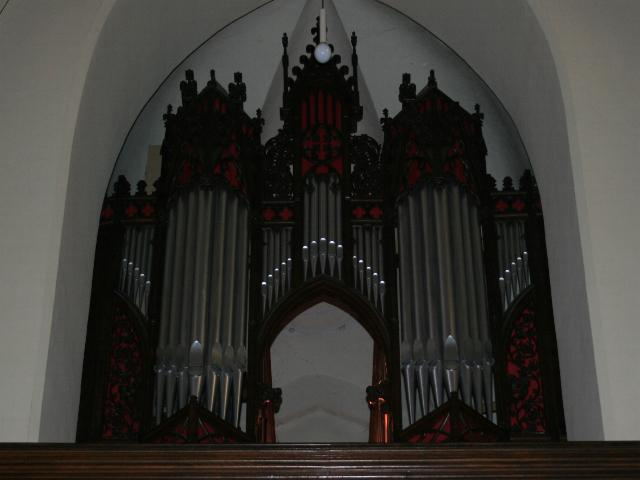
Orgel in Sint-Jozefkerk

## Nabijgelegen kernen
Breberen, Saeffelen, Waldfeucht, Braunsrath
Bocket · Braunsrath · Brüggelchen · Frilinghoven · Haaren · Hontem · Löcken · Obspringen · Schöndorf · Selsten

Kreis Heinsberg · Regierungsbezirk Keulen · Noordrijn-Westfalen